# Thaleia nisonis
Thaleia nisonis är en snäckart som först beskrevs av Dall 1889.  Thaleia nisonis ingår i släktet Thaleia och familjen Eulimidae. Inga underarter finns listade i Catalogue of Life.